# Tachytrechus tessellatus
Tachytrechus tessellatus är en tvåvingeart som först beskrevs av Macquart 1842.  Tachytrechus tessellatus ingår i släktet Tachytrechus och familjen styltflugor. Inga underarter finns listade i Catalogue of Life.